# 朗代爾 (伊利諾伊州洛根縣)
朗代爾（英語：Lawndale）是位於美國伊利諾伊州洛根縣的一個非建制地區。該地的面積和人口皆未知。

## 地理
朗代爾的座標為40°13′05″N 89°16′57″W / 40.21806°N 89.28250°W，而該地的平均海拔高度為183米（即600英尺）。